# フェリペ・ジアフォーネ

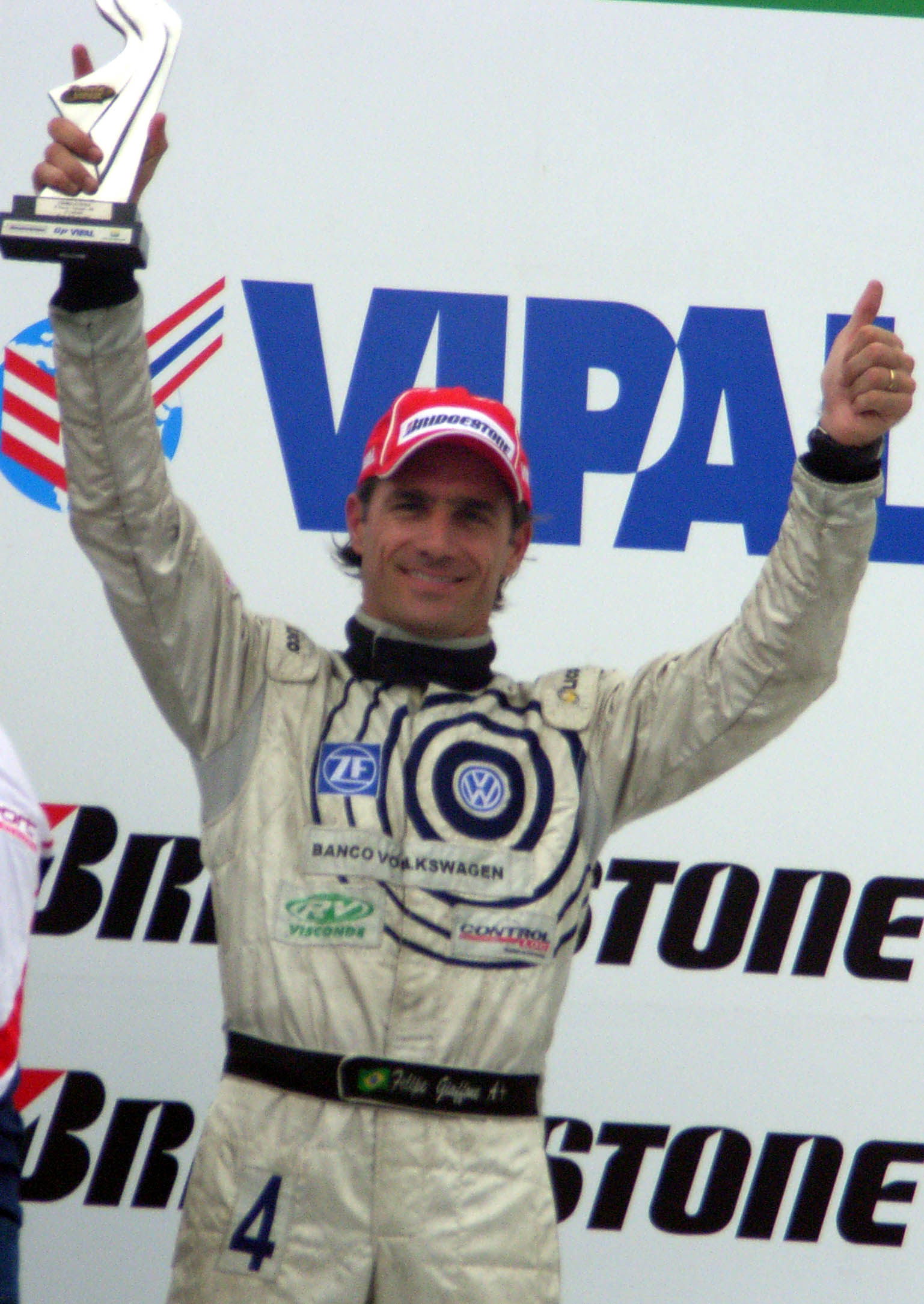
フェリペ・ジアフォーネ（2007年）

フェリペ・ジアフォーネ（Felipe Giaffone, 1975年1月22日 - ）は、ブラジル・サンパウロ出身のカーレースドライバーである。2001年から2006年にかけ、米国のオープンホイールレース選手権であるインディ・レーシング・リーグ（IRL）に参戦していた。

## 経歴
1999年にインディ・ライツ選手権に参戦、ブラジル出身の元F1世界チャンピオンであるネルソン・ピケに指導を受けた。
2001年にインディ・レーシング・リーグ（IRL）にモーナンレーシングからデビューを飾り、年間ランキング6位を獲得。その年のルーキー・オブ・ザ・イヤーに選ばれた。翌2002年にはケンタッキー・スピードウェイで開催された第12戦で初優勝を飾り（この優勝はIRLで挙げた最初で最後の優勝となる）、インディ500でも決勝で3位に入る活躍を見せる。
ここまでは順風であったが、2003年と2004年は中団に埋もれ、2005年、2006年はIRLにフォイトレーシングから数戦にスポット参戦したのみで、目立った成績を挙げることはなかった。2005年までフォイトレーシングのドライバーだったA・J・フォイト4世がIRLからNASCARに転向したため、ジアフォーネはチームオーナーであるA・J・フォイトによってレギュラードライバーとして抜擢されIRLにフル参戦することとなったが、「意思疎通の問題」から8戦を以って解雇されてしまった。
2007年はブラジルに戻り、フォーミュラ・トラック選手権に参戦している。

## 家族
ブラジルのレース一族のひとつであるジアフォーネ家に生まれた。
父親は1987年のストックカー・ブラジル選手権チャンピオンであるゼッカ・ジアフォーネ、伯父は同じく1979年のストックカー・ブラジル選手権チャンピオンであるアッフォンソ（アッフォンソ・シニア）、従兄にIRLドライバーのアッフォンソ・ジアフォーネを持つ。従妹のシルヴァーナ・ジアフォーネはルーベンス・バリチェロの妻である。